# Timur Bekmambetov
Timur Nurbachitovič Bekmambetov (kazašsky:Темір Нұрбақытұлы Бекмәмбет, Temir Nurbaqıtulı Bekmämbet; rusky:Тимур Нурбахитович Бекмамбетов, Timur Nurbachitovič Bekmambetov; * 25. června 1961) je ruský režisér, filmový producent a scenárista. Tvoří filmy i reklamní spoty. Známým se stal díky filmu Noční hlídka z roku 2004 (na motivy stejnojmenné knihy Sergeje Lukjaněnka). K dalším jeho známým filmům patří Denní hlídka z roku 2006 (sequel předchozího filmu), Wanted z roku 2008 a Abraham Lincoln: Lovec upírů z roku 2012.

## Mládí
Bekmambetov se narodil v Atyrau v Kazachstánu (tehdy Kazašská SSR). V 19 letech odešel do Taškentu v Uzbekistánu (tehdy Uzbecká SSR) studovat na Divadelní a umělecký institut A. N. Ostrovského. V roce 1987 zde úspěšně zakončil studia oboru divadelní a filmová scénografie. V této době také sloužil v sovětské armádě, zážitky jej později inspirovaly k natočení filmu Péšávarský valčík.

## Filmová a televizní kariéra
Mezi roky 1992 a 1997 se věnoval především natáčení reklam. V roce 1994 založil Bazelevs Group, společnost z oboru reklamního průmyslu, zabývající se mimo jiné výrobou a prodejem reklamních spotů.

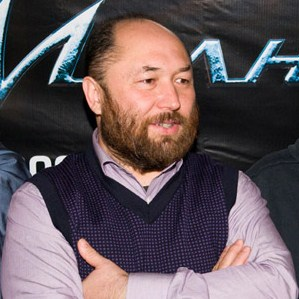
Bekmambetov v roce 2009.

Jeho prvním filmem byl Пешаварский вальс (v překladu "Péšávarský valčík") z roku 1994. Další film přišel až v roce 2001, nízkorozpočtový rusko-americký snímek The Arena o ženách-gladiátorkách (remake stejnojmenného italsko-amerického filmu z roku 1971).
V roce 2004 Bekmambetov podle vlastního scénáře natočil film Noční hlídka na motivy populárního urban fantasy románu Sergeje Lukjaněnka. Film zaznamenal v Rusku obrovský úspěch, se ziskem 16,7 miliónu dolarů se stal ve své době nejvýdělečnějším filmem v ruských kinech, když překonal i film Pán prstenů: Společenstvo Prstenu. Po úspěchu původního filmu následoval sequel, film Denní hlídka, který přišel do kin v roce 2006.
Komerční úspěch obou Hlídek přitáhl pozornost velkých natáčecích společností z Hollywoodu. Bekmambetov ještě natočil v Rusku film Ирония судьбы. Продолжение (v překladu "Ironie osudu. Pokračování"), sequel oblíbeného ruského filmu Ирония судьбы (česky Ironie osudu aneb Rozhodně správná koupel) z roku 1971. Film se stal v Rusku kasovním trhákem a je tam druhým nejvýdělečnějším filmem všech dob, když jej překonal jedině Avatar. Hollywoodský debut Bekmambetov absolvoval s filmem Wanted, adaptací komiksové minisérie Marka Millara a J. G. Jonese. Film vydělal celosvětově 341,4 miliónů dolarů a z Bekmambetova definitivně udělal režisérskou hvězdu.
Bekmambetov kromě režírování filmy i produkuje. Jako producent stál například u zrodu filmu Číslo 9 z roku 2009. Film se odehrává v postapokalyptickém světě kde nežijí lidé a jehož hlavní hrdinkou je hadrová panenka.
V roce 2010 byl Bekmambetov jedním z režisérů vánoční komedie Ёлки (v překladu "Jedle"). Film se stal druhým nejvýdělečnějším ruským filmem v ruských kinech. V témže roce Bekmambetov produkoval film Выкрутасы (v překladu "Kudrlinky") s Millou Jovovich a Konstantinem Chabenskim.
V roce 2011 Bekmambetov produkoval sci-fi horror Apollo 18 a sci-fi thriller Černá hodina. Jeho zatím posledním počinem je režie a produkce filmu Abraham Lincoln: Lovec upírů (adaptace stejnojmenné knihy spisovatele Setha Grahame-Smitha) z roku 2012.

## Vybraná filmografie
| Rok  | Film                         | Jako    | Jako      | Jako       |
| Rok  | Film                         | Režisér | Producent | Scenárista |
| ---- | ---------------------------- | ------- | --------- | ---------- |
| 1994 | Пешаварский вальс            | Ano     |           | Ano        |
| 2001 | The Arena                    | Ano     |           |            |
| 2004 | Noční hlídka                 | Ano     |           | Ano        |
| 2006 | Denní hlídka                 | Ano     |           | Ano        |
| 2007 | Ирония судьбы. Продолжение   | Ano     | Ano       |            |
| 2008 | Wanted                       | Ano     |           |            |
| 2009 | Číslo 9                      |         | Ano       |            |
| 2009 | Černý blesk                  |         | Ano       |            |
| 2010 | Ёлки                         | Ano     | Ano       |            |
| 2011 | Выкрутасы                    |         | Ano       |            |
| 2011 | Apollo 18                    |         | Ano       |            |
| 2011 | Černá hodina                 |         | Ano       |            |
| 2012 | Abraham Lincoln: Lovec upírů | Ano     | Ano       |            |